# الشركة الوطنية للمسالخ
الشركة الوطنية للمسالخ هي شركة كويتية أسست سنة 1998 متخصصة في إدارة المسالخ وتجارة الماشية. وقد أدرجت في 2005 في بورصة الكويت إلا أنها انسحبت في 2017.
كان أكبر المساهمين فيها شركة عـقارات الكويت ب 34.73% من رأس المال (بطريقة مباشرة وغير مباشرة).[بحاجة لمصدر]